# Silvergelatintryck

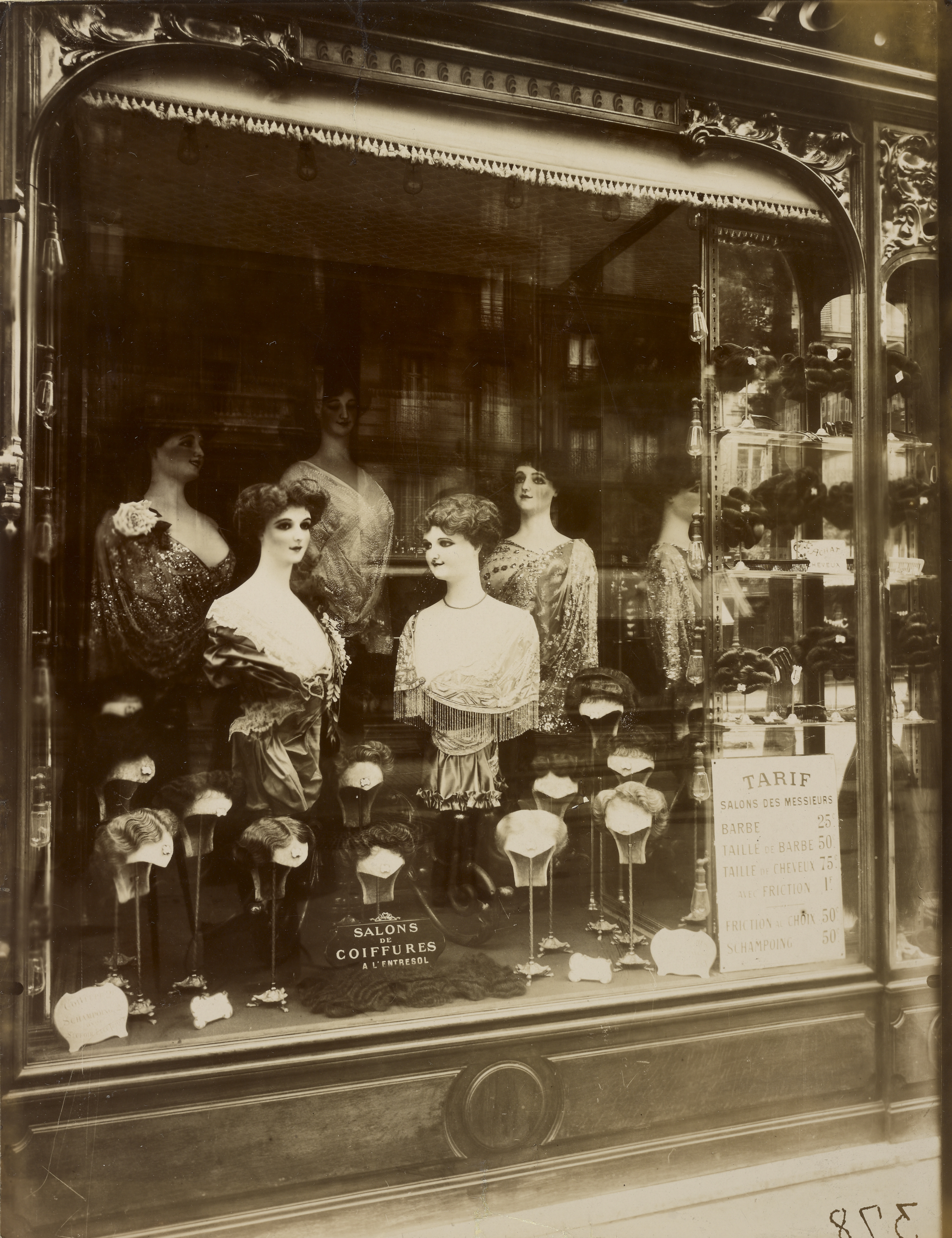
Silvergelatintryck, s.k ädelförfarande av Eugène Atget.

Silvergelatintryck är ett fotografiskt tryck på papper som gjorts ljuskänsligt med silversalter i gelatin. Sådant papper blev först tillgängligt under 1880-talet, och dess kvalitet förbättrades därefter. Processen är fortfarande den vanligaste analoga fotoprocessen, och ligger även till grund för analogt färgfotografi.

## Historia
Silvergelatinprocessen för glasplåtar introducerades 1871 av den engelske läkaren och amatörfotografen Richard Leach Maddox. Han ersatte silverjodiden med silverbromid. Två år senare upptäckte J. Johnston att plåtarna blev känsligare och mer hållbara om bromsaltet användes i överskott vid framställningen av silverbromiden. Vidare upptäckte  Charles Harper Bennett 1878 att känsligheten kunde ökas ytterligare genom en mognadsprocess där emulsionen utsätts för en något förhöjd temperatur under ett antal dagar.
I och med detta gavs grunden för plåt- och filmindustrin. Redan 1878 släppte Wratten & Wainswright i London ut känsligare plåtar.
Silverkloridbromidgelatinpapperet beskrevs 1883 av J. M. Eder och kom att utkonkurrera de tidigare använda utkopieringspapperen. Vid tillverkningen använde man samma principer som för glasplåtarna.